# همسران هنرمندان
همسران هنرمندان (به فرانسوی: Femmes d'artistes) نام یک کتاب ادبی است که توسط آلفونس دوده، نویسندهٔ اهل فرانسه نوشته شده‌است.